# Ботанічний сад лікарських рослин Ліми
Ботанічний сад лікарських рослин Ліми (ісп. Jardín botánico de Plantas Medicinales de Lima) — ботанічний сад у Лімі, столиці Перу. Сад належить до Національного міжкультурного центру здоров'я (CENSI) Національного інституту здоров'я.

## Колекції
У ботанічному саду зібрано колекцію з більш ніж 300 видів рослин, більшість з яких родом з Перу, терапевтична дія яких науково доведена, а також інших рослин, які широко використовуються в традиційній медицині, але терапевтична дія яких ще не доведена з наукової точки зору.

## Галерея

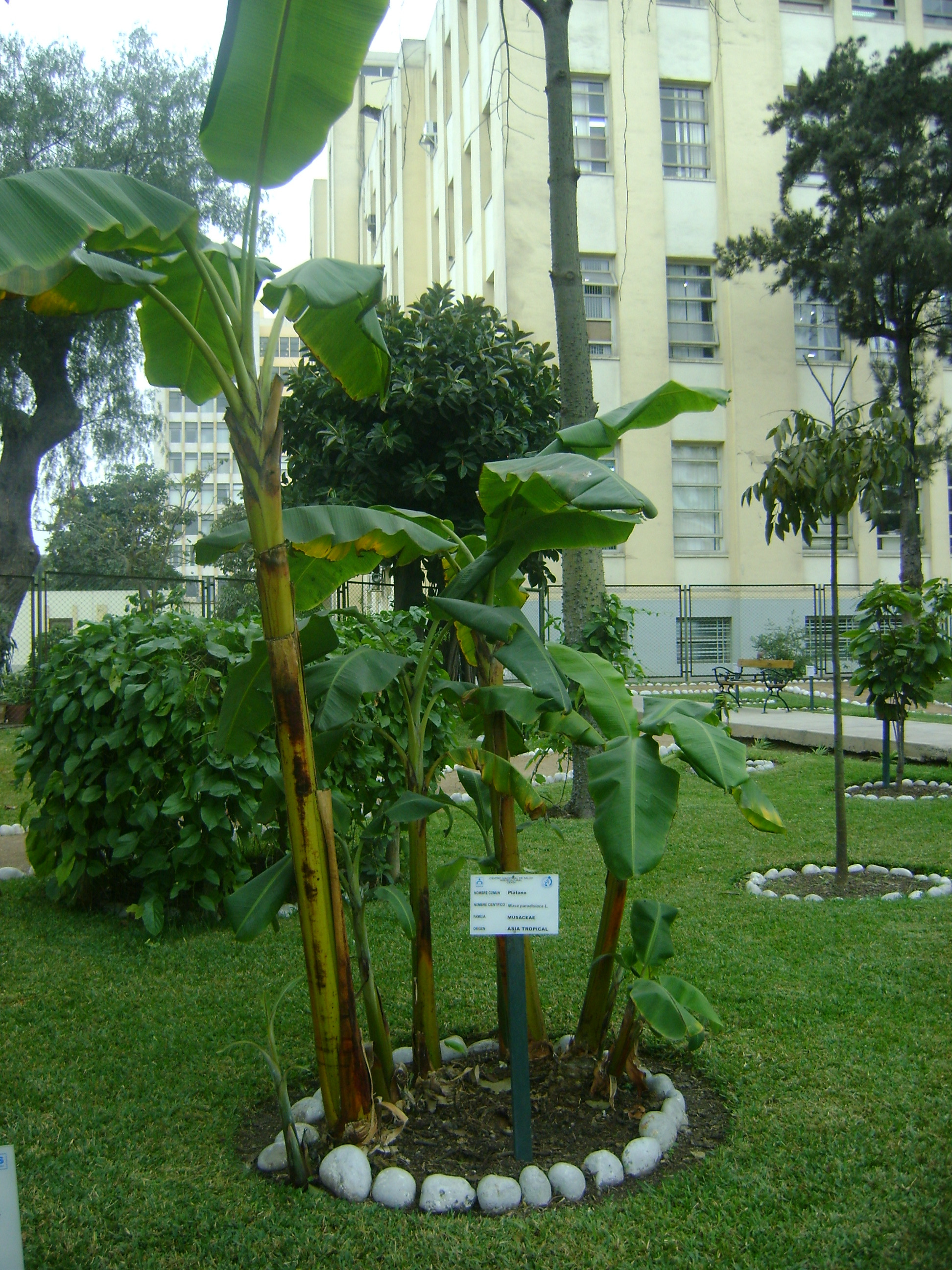
Банан (Musa × paradisiaca)
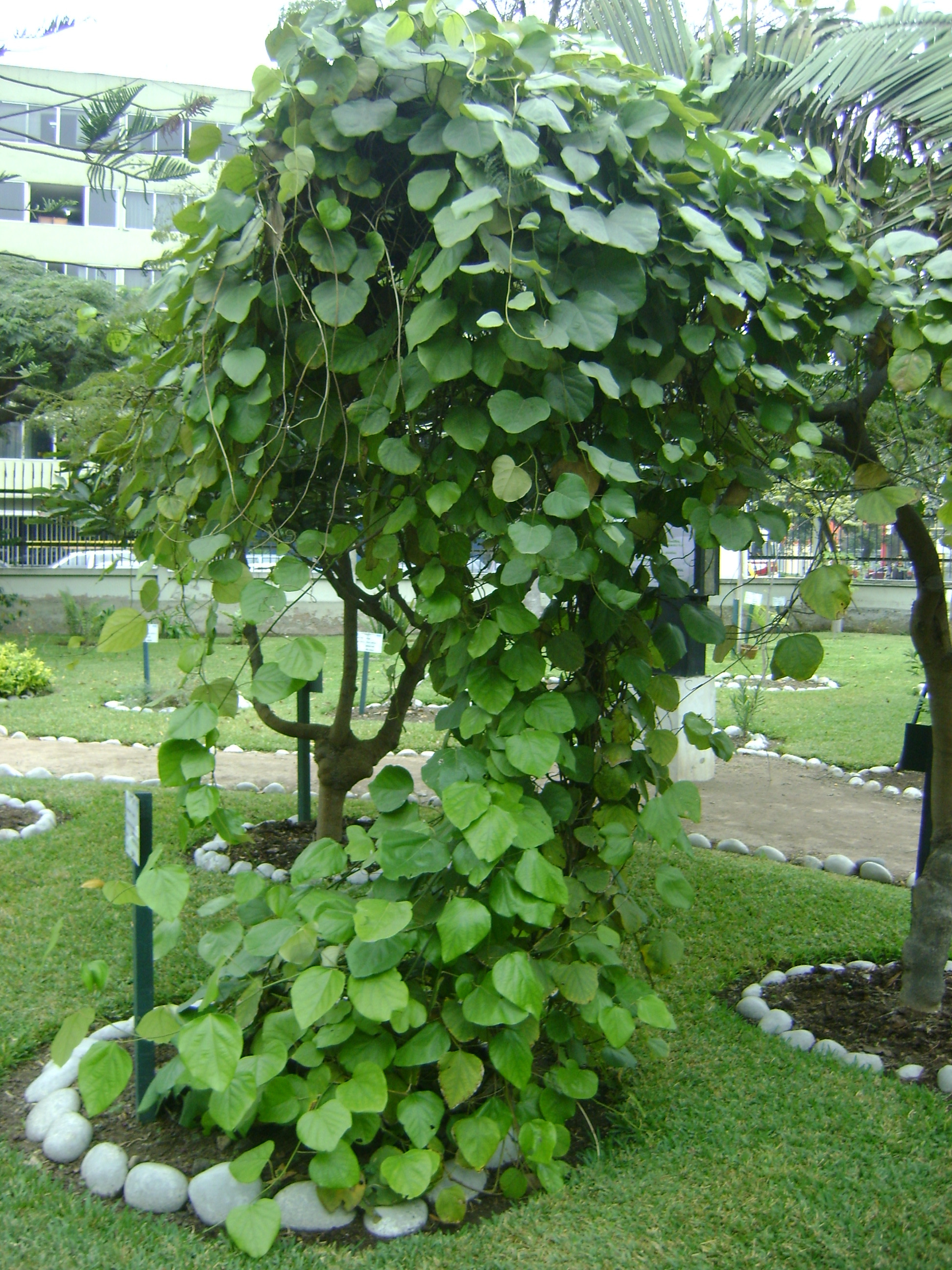
Рослина кураре
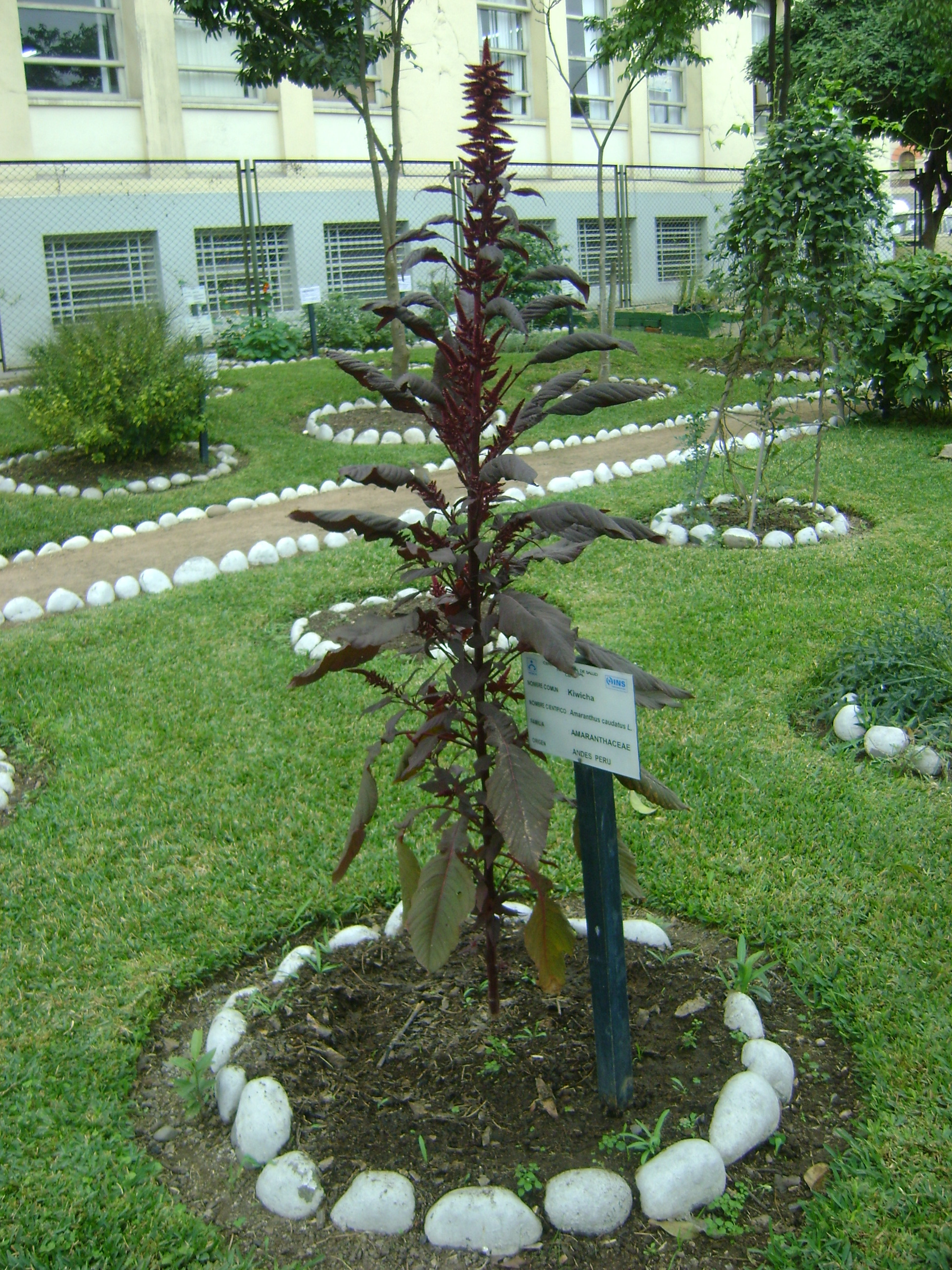
Amaranthus caudatus (місцева назва ківіча)
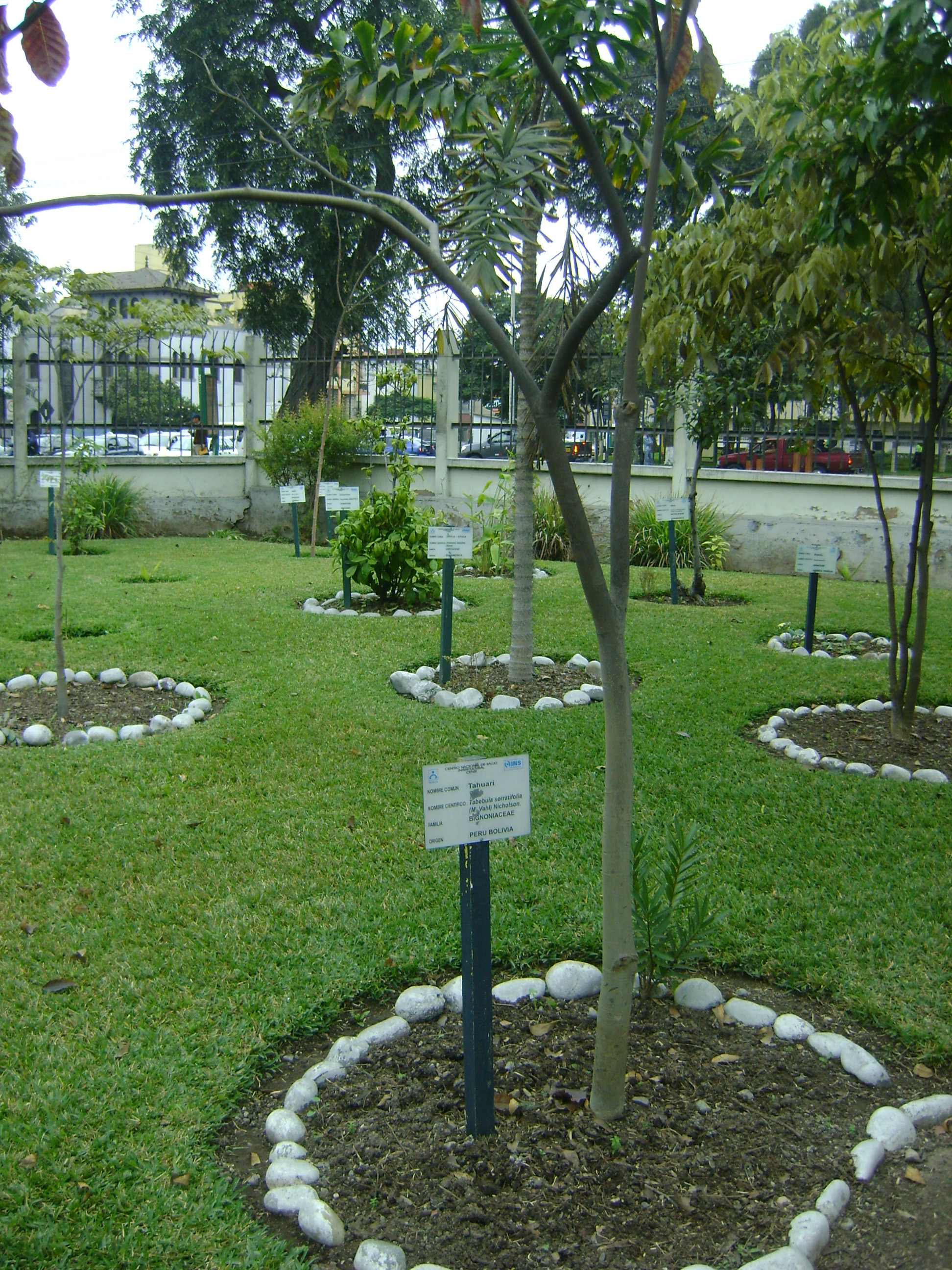
Tabebuia
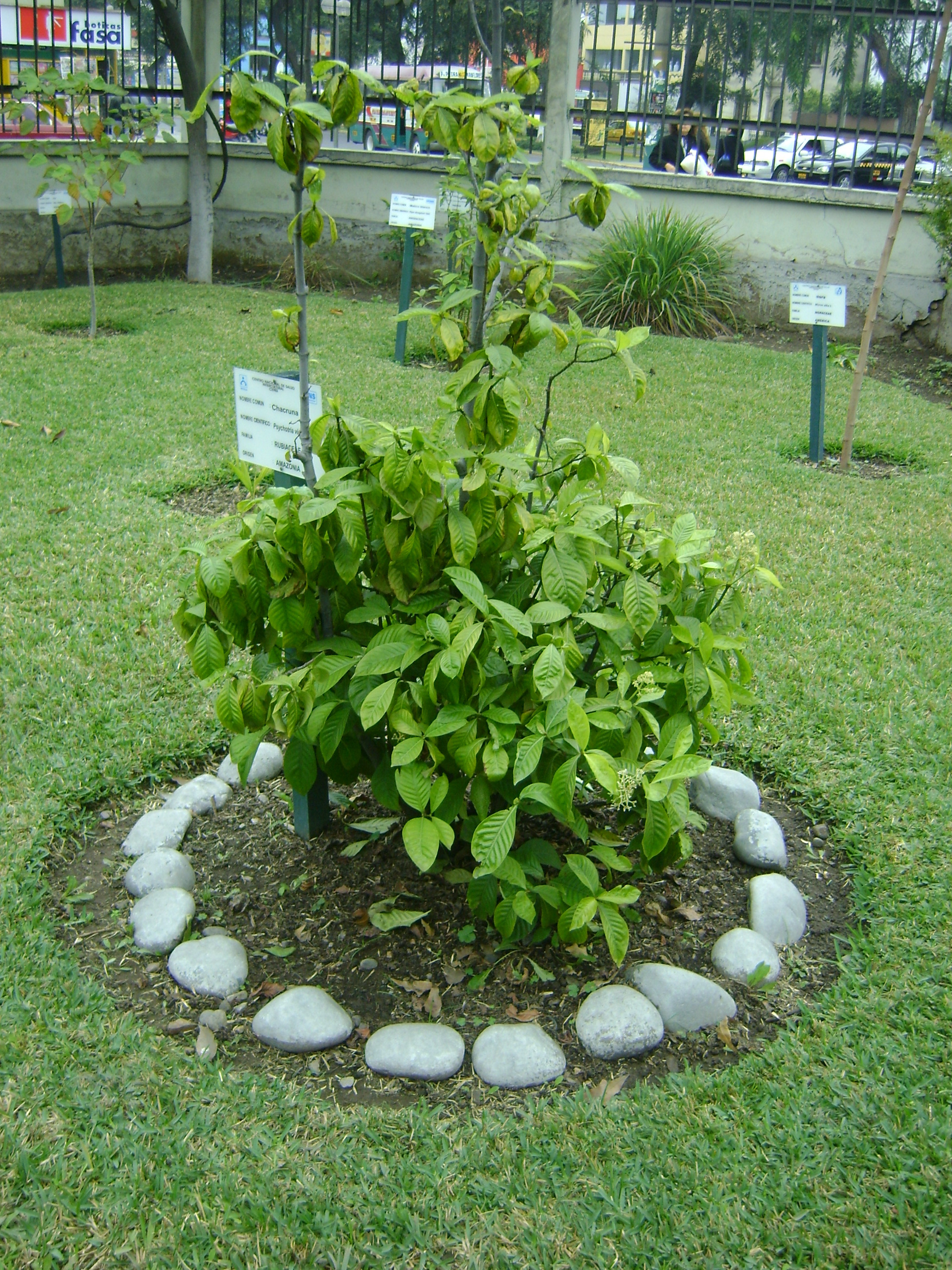
Diplopterys cabrerana (місцева назва чакруна)
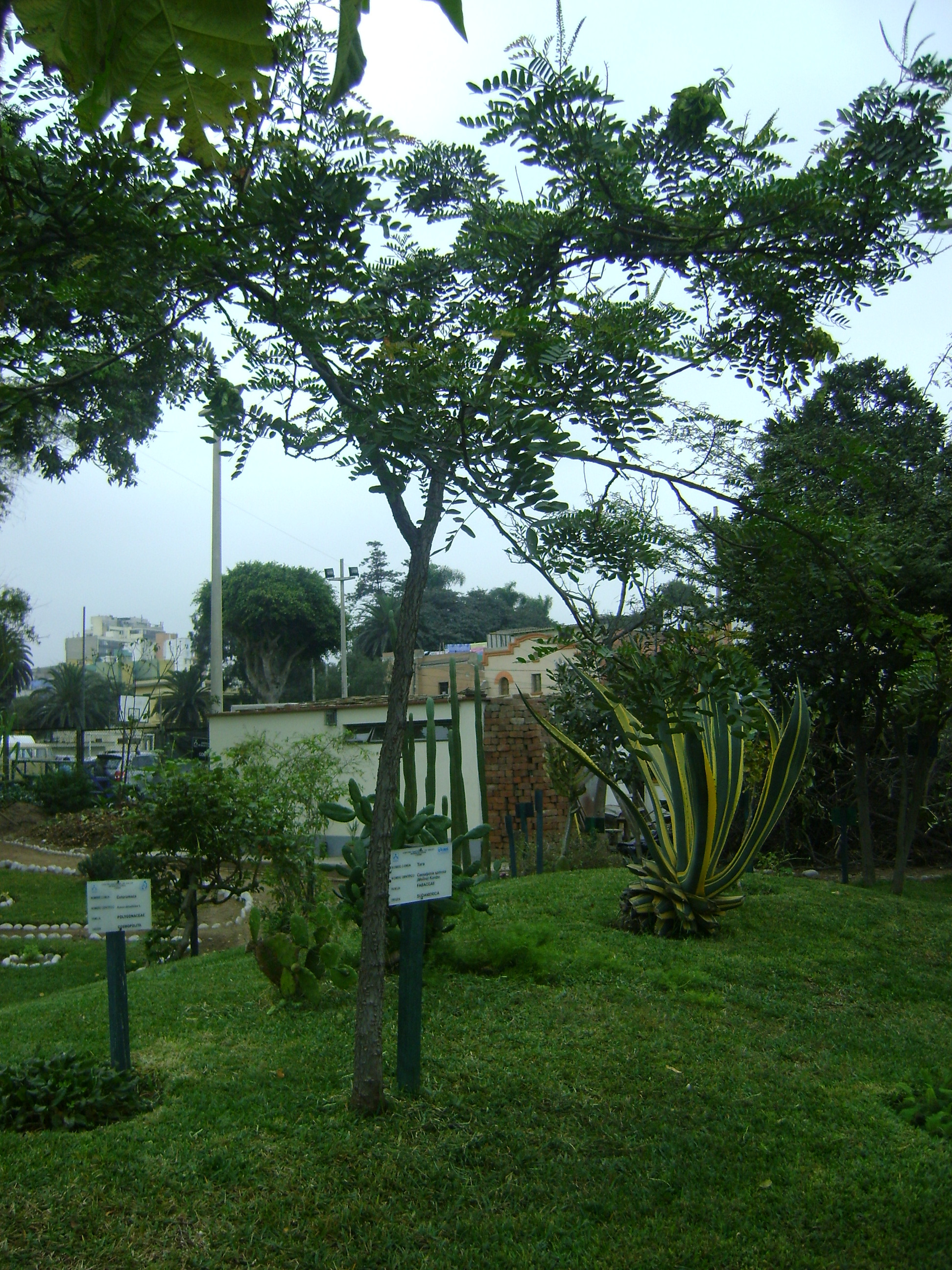
Caesalpinia spinosa
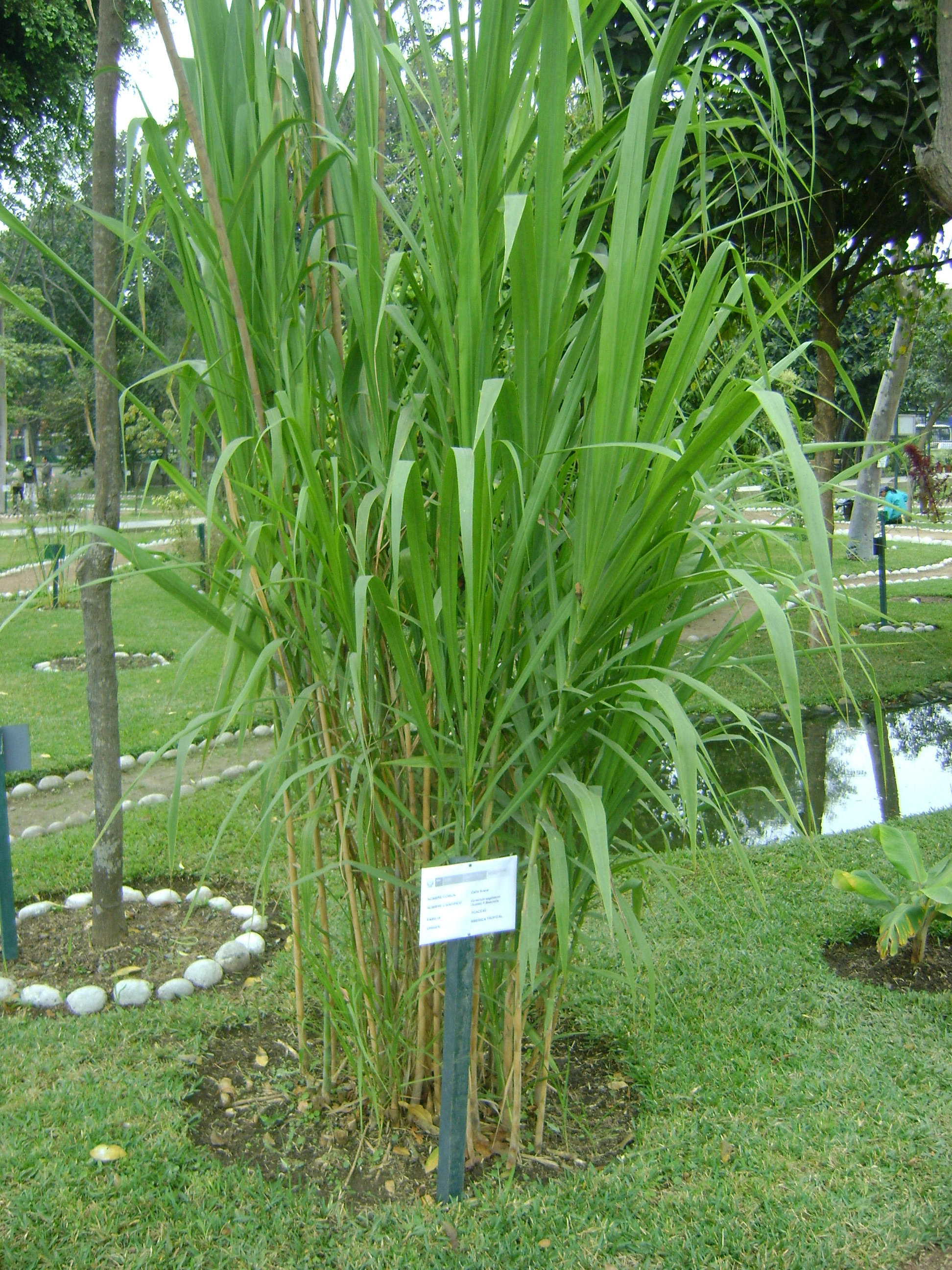
Gynerium sagittatum
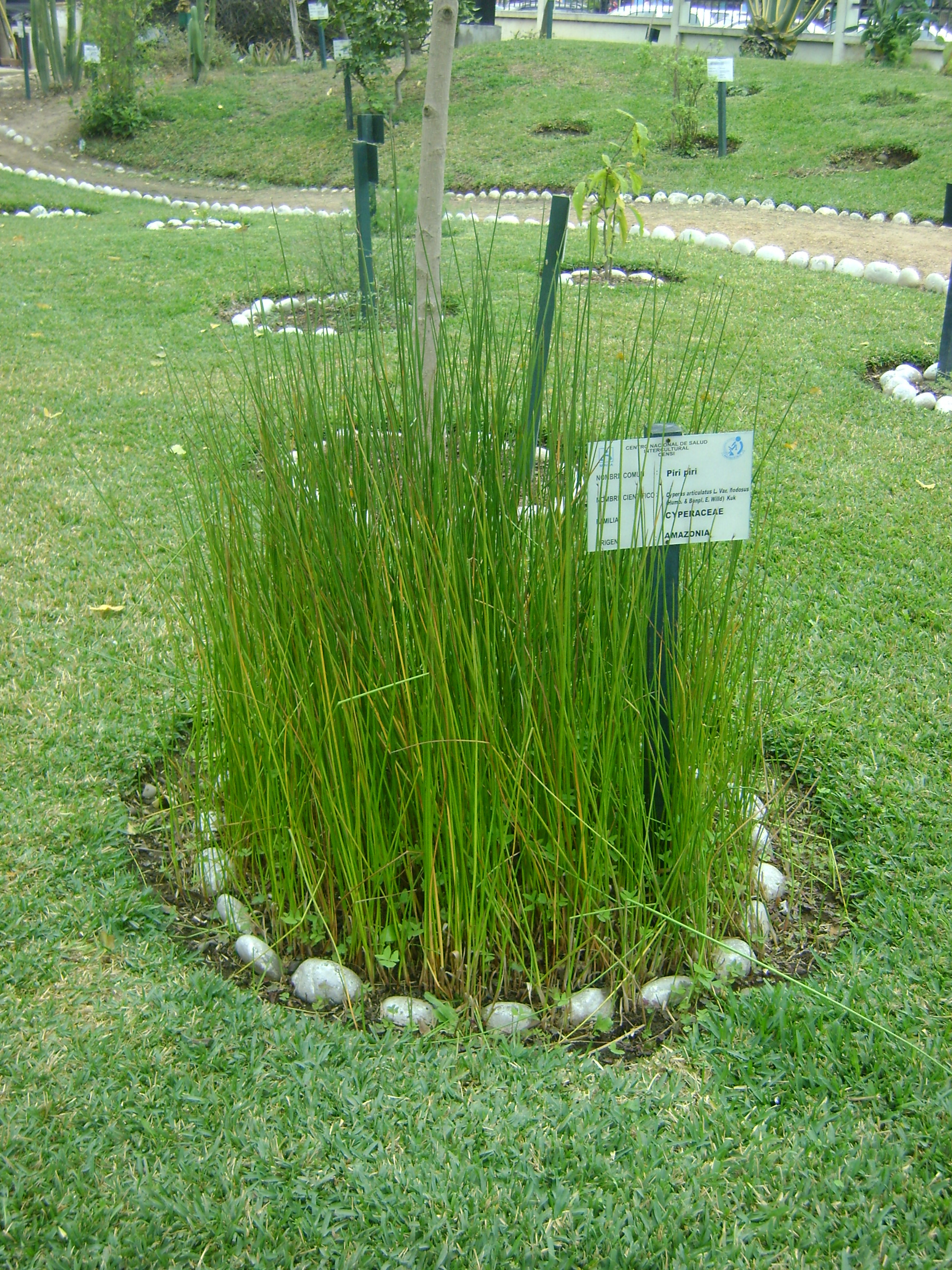
Cyperus articulatus
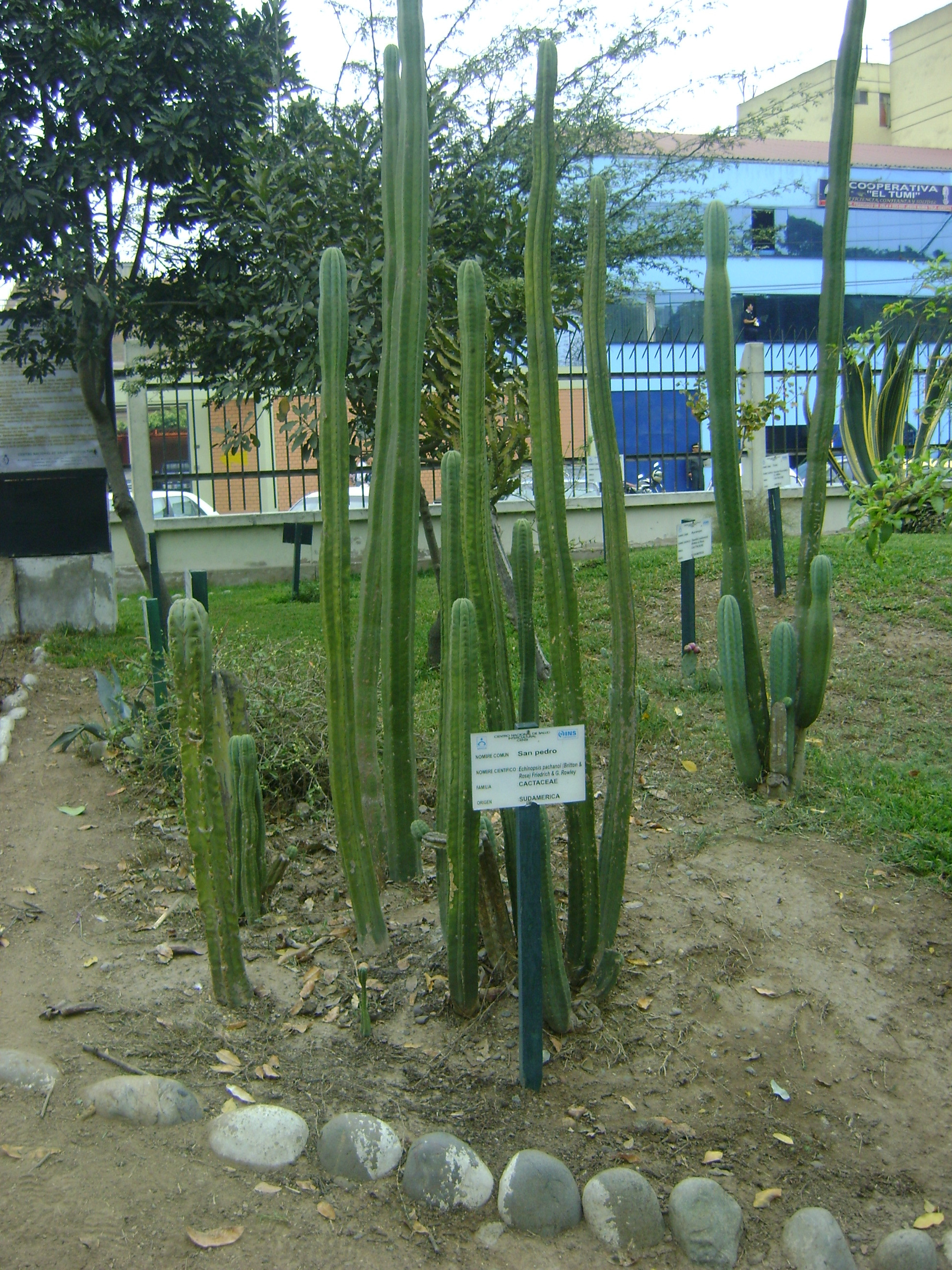
Echinopsis pachanoi (кактус Сан-Педро)
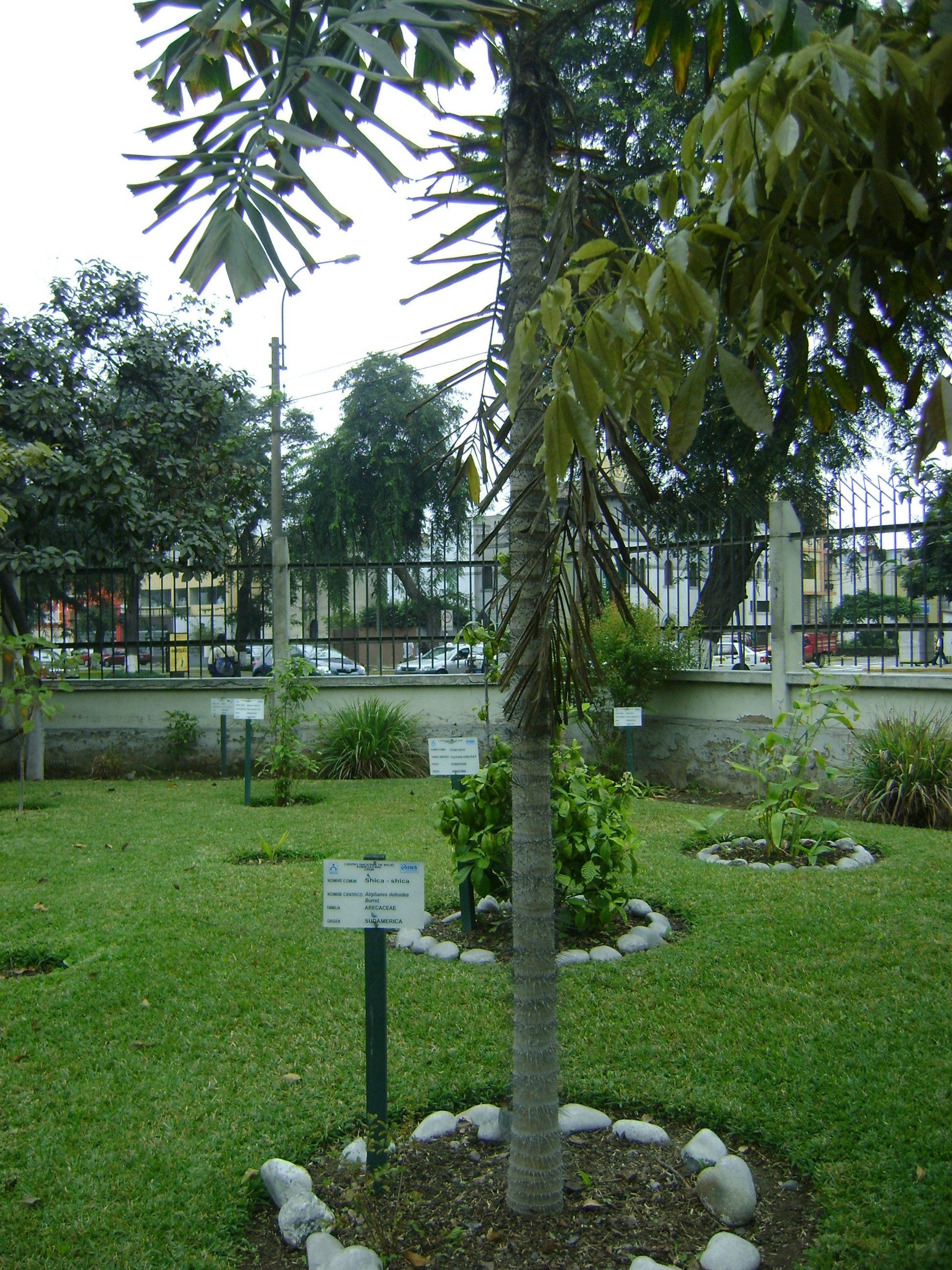
Aiphanes duquei